# Межден
Ме́жден (болг. Межден) — село в Силістринській області Болгарії. Входить до складу общини Дулово.

## Населення
За даними перепису населення 2011 року у селі проживали 633 особи.
Національний склад населення села:
| Національність   | Кількість осіб | Відсоток |
| ---------------- | -------------- | -------- |
| турки            | 275            | 43,5%    |
| болгари          | 273            | 43,2%    |
| цигани           | 54             | 8,5%     |
| інша             | 30             | 4,7%     |
| не визначились   | 0              | 0%       |
| Всього відповіли | 632            |          |

Розподіл населення за віком у 2011 році:
Динаміка населення: